# Otiophora calycophylla
Otiophora calycophylla là một loài thực vật có hoa trong họ Thiến thảo. Loài này được (Sond.) Schltr. & K.Schum. mô tả khoa học đầu tiên năm 1901.